# Gondor
Gondor é um reino fictício presente nas obras de J. R. R. Tolkien, descrito como o maior domínio dos  Homens no oeste da Terra-média ao final da  Terceira Era. O terceiro volume de O Senhor dos Anéis, intitulado O Retorno do Rei, dedica-se amplamente aos eventos em Gondor durante a Guerra do Anel e à restauração do reino após o conflito. A história de Gondor é detalhada nos apêndices da obra. 
O reino foi fundado pelos irmãos  Isildur e Anárion, exilados do reino insular de Númenor, que sucumbiu à destruição. Junto com Arnor, no norte, Gondor, conhecido como o Reino do Sul, serviu como um dos últimos redutos dos Homens do Oeste. Após um período inicial de prosperidade, Gondor entrou em declínio gradual ao longo da Terceira Era, enfraquecido por disputas internas e conflitos com os aliados do Senhor do Escuro Sauron. Durante a Guerra do Anel, o trono de Gondor encontra-se vago, embora suas províncias e feudos ainda demonstrem lealdade aos Regentes de Gondor, que governam em nome do rei ausente. A ascensão do reino é restaurada apenas com a derrota final de Sauron e a coroação de Aragorn como rei.
Com base em concepções iniciais, a história e a geografia de Gondor foram desenvolvidas em etapas por Tolkien enquanto ele expandia seu legendário [en] durante a escrita de O Senhor dos Anéis. Críticos destacaram o contraste entre os Regentes de Gondor, cultos, mas apáticos, e os líderes vigorosos e simples do Reino de Rohan, inspirados nos Anglo-saxões, povo favorito de Tolkien. Estudiosos identificaram paralelos entre Gondor e os Normandos, a Roma Antiga, os Vikings, os Godos, os Lombardos e o Império Bizantino.

## Literatura

### Etimologia fictícia
Tolkien planejou que o nome Gondor derivasse do  Sindarin e significasse "Terra da Pedra". Isso é refletido no texto de O Senhor dos Anéis pelo nome dado a Gondor pelos Rohirrim, "Stoningland" (Terra das Pedras). Escritos iniciais de Tolkien sugerem que essa denominação alude à avançada alvenaria dos gondorianos, em contraste com a rusticidade de seus vizinhos. Essa ideia é reforçada pelos termos usados pelos Drúedain [en] para designar os gondorianos e Minas Tirith — "Povo das Casas de Pedra" e "Cidade de Pedra". Tolkien negou que o nome Gondor tivesse sido inspirado na cidadela etíope de Gondar, afirmando que a raiz Ond remontava a um relato que ele lera na infância, mencionando ond ("pedra") como uma das poucas palavras conhecidas das línguas Pré-celtas [en] da Grã-Bretanha. Gondor também é chamado de Reino do Sul ou Reino Meridional e, junto com Arnor, é referido como os Reinos Númenorianos no Exílio. Os pesquisadores Wayne G. Hammond [en] e Christina Scull [en] propuseram uma tradução em Quenya para Gondor: Ondonórë.
Os Homens de Gondor são apelidados de "Tarks" (derivado do Quenya tarkil, "Homem Alto", ou Númenoriano) pelos orcs de Mordor.

### Geografia fictícia

#### Território

Mapa esquemático de Gondor na Terceira Era, limitado por Rohan e Mordor

A geografia de Gondor é ilustrada nos mapas de O Senhor dos Anéis, elaborados por Christopher Tolkien com base nos esboços de seu pai, bem como em relatos geográficos presentes em Os Rios e Colinas-Sinal de Gondor, Cirion e Eorl [en] e O Senhor dos Anéis. Gondor está situado no oeste da Terra-média, nas costas setentrionais de Anfalas e na Baía de Belfalas, onde se localiza o grande porto de Pelargir, próximo ao delta do rio Anduin, na fértil e populosa região de Lebennin, que se estende até as Montanhas Brancas (em Sindarin: Ered Nimrais, "Montanhas dos Chifres Brancos"). Próximo à foz do Anduin, encontra-se a ilha de Tolfalas.
Ao noroeste de Gondor, situa-se Arnor; ao norte, o reino é limitado por Terra-selvagem e Rohan; ao nordeste, por Rhûn; a leste, do outro lado do grande rio Anduin e da província de Ithilien, por Mordor; ao sul, pelos desertos do norte de  Harad; e a oeste, pelo Grande Mar.
A vasta região a oeste de Rohan, conhecida como Enedwaith, é mencionada em alguns textos de Tolkien como parte de Gondor, enquanto em outros não. A quente e árida região de Gondor do Sul, ou Harondor, era, na época da Guerra do Anel, uma "terra desértica e disputada", reivindicada pelos homens de Harad.
A região de Lamedon e as terras altas da próspera Morthond, com a desolada Colina de Erech, ficavam ao sul das Montanhas Brancas, enquanto os vales populosos de Lossarnach situavam-se logo ao sul de Minas Tirith. O porto da cidade, Harlond, localizava-se a poucos quilômetros ao sul, onde o grande rio Anduin se aproximava mais de Minas Tirith. O Vale de Ringló ficava entre Lamedon e Lebennin.
A região de Calenardhon, ao norte das Montanhas Brancas, foi cedida como reino independente de Rohan. A nordeste, o rio Anduin atravessa as colinas de Emyn Muil e os estreitos perigosos de Sarn Gebir, acima do grande lago fluvial Nen Hithoel. Sua entrada marcava outrora a fronteira norte de Gondor, assinalada pelos Portões de Argonath, uma imponente dupla de estátuas reais que servia de advertência a invasores. No extremo sul do lago, encontram-se as colinas de Amon Hen (Colina da Visão) e Amon Lhaw (Colina da Audição), nas margens oeste e leste, respectivamente. Abaixo de Amon Hen, está o gramado de Parth Galen, onde a Sociedade desembarcou e se dissolveu, com a captura de Merry e Pippin e a morte de Boromir. Entre as duas colinas, há um ilhote rochoso, Tol Brandir, que parcialmente represava o rio; logo abaixo, ergue-se a imensa cachoeira de Rauros, por onde o barco funerário de Boromir foi enviado. Mais adiante no curso do rio, estão as colinas de Emyn Arnen.

#### Capital, Minas Tirith

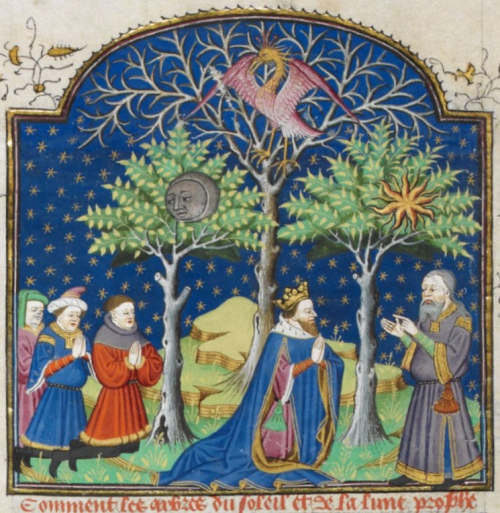
A Árvore Branca de Gondor, sem vida, foi comparada à Árvore Seca das lendas medievais. Ilustração de um manuscrito medieval da Árvore Seca (centro) com a Fênix, ladeada pelas Árvores do Sol e da Lua. Tanto a Árvore Seca quanto a Fênix simbolizam a ressurreição e a renovação. Rouen, 1444–1445.

A capital de Gondor ao final da Terceira Era, Minas Tirith (em Sindarin: "Torre da Guarda"), situava-se no extremo leste das Montanhas Brancas, construída ao redor de um contraforte do Monte Mindolluin. A cidade era protegida por sete muralhas, cada uma com um portão, e cada portão voltado para uma direção diferente do anterior. Ao seu redor estendia-se o Pelennor, uma área de terras agrícolas cercada por uma muralha. Dentro da sétima muralha erguia-se a Cidadela, coroada pela Torre Branca. Atrás da torre, acessível a partir do sexto nível, havia um passo montanhoso que levava à necrópole dos Reis e Regentes, com a rua de túmulos chamada Rath Dínen.
No Pátio da Fonte, destacava-se a Árvore Branca, símbolo de Gondor. Ela permaneceu seca durante os séculos em que o reino foi governado pelos Regentes; Aragorn trouxe uma muda da Árvore Branca para a cidade ao retornar como Rei. John Garth [en] observa que a Árvore Branca foi comparada à Árvore Seca [en] do século XIV, descrita em Travels of Sir John Mandeville [en]. A lenda conta que a Árvore Seca estava seca desde a crucificação de Cristo, mas que floresceria novamente quando "um príncipe do lado ocidental do mundo celebrasse uma missa sob ela".
As notas de Tolkien para a ilustradora Pauline Baynes indicam que a cidade estava na latitude de Ravenna, uma cidade italiana no Mar Adriático, embora ficasse "900 milhas a leste de Hobbiton, mais próxima de Belgrado". Os Faróis de aviso de Gondor situavam-se no topo de uma linha de contrafortes que se estendia a oeste de Minas Tirith em direção a Rohan.

#### Dol Amroth
Dol Amroth (em Sindarin: "Colina de Amroth") era uma cidade-fortaleza situada em uma península que se projetava para oeste na Baía de Belfalas, na costa sul de Gondor. O nome também designa a cidade portuária, uma das cinco grandes cidades de Gondor, e a sede do principado homônimo, fundado pelo príncipe Galador. O poema whimsical "The Man in the Moon Came Down Too Soon [en]" (em português, "O Homem na Lua Desceu Cedo Demais"), presente em The Adventures of Tom Bombadil, narra como o Homem na Lua caiu certa noite na "ventosa Baía de Bel"; sua queda é marcada pelo toque de um sino na Torre Marítima (Tirith Aear) de Dol Amroth, e ele se recupera em uma estalagem da cidade.

Bandeira do Príncipe de Dol Amroth

O governante de Dol Amroth, o Príncipe, está subordinado à soberania de Gondor. Os limites do principado não são explicitamente definidos, embora o Príncipe governasse Belfalas como um feudo, além de uma área a leste, marcada no mapa como Dor-en-Ernil ("Terra do Príncipe"). Imrahil, Príncipe de Dol Amroth em O Retorno do Rei, era ligado por casamento aos Regentes de Gondor e aos Reis de Rohan. Ele era irmão da Senhora Finduilas e tio de seus filhos Boromir e  Faramir; parente de  Théoden; e pai de Lothíriel, esposa de  Éomer. Imrahil desempenhou um papel crucial na defesa de Minas Tirith; os soldados que ele liderou até a cidade formaram o maior contingente vindo do interior para a defesa. Eles marcharam sob uma bandeira "prata sobre azul", exibindo "um navio branco como um cisne sobre águas azuis".
Alguns, como Finduilas, eram descendentes de Númenor, e ainda falavam a língua élfica. Tolkien escreveu sobre as muralhas marítimas protetoras da cidade e descreveu Belfalas como um "grande feudo". O castelo do Príncipe Imrahil ficava à beira-mar; Tolkien o descreveu como "de sangue nobre, assim como seu povo, homens altos e orgulhosos com olhos cinza-marinhos". A tradição local afirmava que o antepassado da linhagem, Imrazôr, o Númenoriano, havia se casado com uma Elfa, embora a linhagem permanecesse mortal.

### História fictícia

#### Pré-Númenoriana
Os primeiros habitantes da região foram os Drúedain [en], um grupo de caçadores-coletores dos Homens que chegaram na  Primeira Era. Eles foram gradualmente deslocados por colonos posteriores e passaram a viver nas florestas de pinheiros da Floresta Drúadan, situadas ao nordeste das Montanhas Brancas.
Os próximos a se estabelecerem nas Montanhas Brancas foram conhecidos como Homens das Montanhas. Eles construíram um complexo subterrâneo em Dunharrow, mais tarde chamado de Caminhos dos Mortos, que se estendia de norte a sul através da cadeia montanhosa. Durante os Anos Sombrios, tornaram-se submissos a Sauron. Fragmentos de línguas pré-númenorianas sobreviveram em eras posteriores em nomes de lugares como Erech, Arnach e Umbar.

#### Reino Númenoriano
As terras costeiras de Gondor foram amplamente colonizadas pelos Númenorianos a partir da metade da Segunda Era, especialmente pelos amigos dos Elfos leais a  Elendil. Seus filhos, Isildur e Anárion, desembarcaram em Gondor após a submersão de Númenor e fundaram juntos o Reino de Gondor. Isildur trouxe consigo uma muda de Nimloth (em Sindarin: nim, "branco", e loth, "flor"), a Bela, a árvore branca de Númenor. Essa árvore e seus descendentes passaram a ser conhecidos como a Árvore Branca de Gondor, presente no brasão do reino. Elendil, que fundou o Reino de Arnor ao norte, era reconhecido como o Alto Rei [en] de todas as terras dos Dúnedain. Isildur estabeleceu a cidade de Minas Ithil (em Sindarin: "Torre da Lua"), enquanto Anárion fundou Minas Anor (em Sindarin: "Torre do Sol").
Sauron sobreviveu à destruição de Númenor e retornou secretamente a Mordor, seu domínio, desencadeando logo depois uma guerra contra os reinos númenorianos. Ele capturou Minas Ithil, mas Isildur escapou por mar até Arnor; enquanto isso, Anárion conseguiu defender Osgiliath. Elendil e o rei élfico  Gil-galad formaram a Última Aliança de Elfos e Homens e, junto com Isildur e Anárion, cercaram e derrotaram Mordor. Sauron foi derrubado; porém, o Um Anel, que Isildur tomou dele, não foi destruído, permitindo que Sauron continuasse a existir.
Tanto Elendil quanto Anárion morreram na guerra, e Isildur passou o governo de Gondor ao filho de Anárion, Meneldil, mantendo a suserania sobre Gondor como Alto Rei dos Dúnedain. Isildur e seus três filhos mais velhos foram emboscados e mortos por orcs nos Campos de Lis. O filho restante de Isildur, Valandil, não tentou reivindicar o lugar de seu pai como monarca de Gondor; assim, o reino passou a ser governado exclusivamente por Meneldil e seus descendentes até a extinção de sua linhagem.

#### Terceira Era, sob os Regentes

Selo dos Regentes de Gondor

Nos primeiros anos da Terceira Era, Gondor era vitorioso e próspero, mantendo uma vigilância atenta sobre Mordor, mas a paz terminou com as invasões dos Easterlings. Gondor desenvolveu uma poderosa marinha e capturou o porto meridional de Umbar dos Númenorianos Negros, enriquecendo-se.
Com o passar do tempo, Gondor negligenciou a vigilância sobre Mordor. Uma guerra civil permitiu que Umbar declarasse independência. Os reis de Harad ganharam força, resultando em combates ao sul. Uma grande Peste causou um declínio acentuado na população. A capital foi transferida de Osgiliath para a menos afetada Minas Anor, e criaturas malignas retornaram às montanhas próximas a Mordor. Houve guerra contra os Wainriders, uma confederação de tribos Easterlings, e Gondor perdeu sua linhagem de reis. Os Espectros do Anel capturaram e ocuparam Minas Ithil, que se tornou Minas Morgul, "a Torre da Feitiçaria Negra".
Sem reis, Gondor foi governado por regentes por muitas gerações, de pai para filho; apesar de exercerem poder e terem status hereditário, nunca foram aceitos como reis, nem se sentaram no trono elevado. Após ataques de forças malignas, a província de Ithilien e a cidade de Osgiliath foram abandonadas. Durante a Guerra do Anel, as forças de Gondor, lideradas por Aragorn sob o pseudônimo Thorongil, atacaram Umbar e destruíram a frota dos Corsários, permitindo que  Denethor II concentrasse sua atenção em Mordor.

#### Guerra do Anel e restauração

Batalha dos Campos de Pelennor

Denethor enviou seu filho Boromir a Rivendell em busca de conselhos enquanto a guerra se aproximava. Lá, Boromir participou do Conselho de Elrond [en], viu o Um Anel e sugeriu usá-lo como arma para salvar Gondor. Elrond o repreendeu, explicando o perigo de tal uso, e, em vez disso, o hobbit Frodo foi designado portador do anel, enquanto uma Sociedade, incluindo Boromir, foi enviada na missão de destruir o Anel.
Crescendo em poder, Sauron atacou Osgiliath, forçando os defensores a recuar e destruindo a última ponte sobre o Anduin ao partirem. Minas Tirith enfrentou então um ataque terrestre direto de Mordor, combinado com um assalto naval dos Corsários de Umbar. Os hobbits Frodo e Sam atravessaram Ithilien e foram capturados por  Faramir, irmão de Boromir, que os reteve na caverna secreta de Henneth Annûn, mas os auxiliou a prosseguir em sua missão. Aragorn convocou os Mortos de Dunharrow para aniquilar as forças de Umbar, liberando homens das províncias do sul de Gondor, como Dol Amroth, para socorrer Minas Tirith.
Durante a Batalha dos Campos de Pelennor, o Grande Portão foi rompido pelas forças de Sauron, lideradas pelo Rei Bruxo de Angmar [en]. Ele pronunciou "palavras de poder" enquanto o aríete chamado Grond atacava o portão; este se despedaçou como se atingido por "um feitiço explosivo", com "um clarão de relâmpago ardente, e as portas caíram em fragmentos partidos ao chão". O Rei Bruxo atravessou o portão, onde Gandalf o esperava, mas logo partiu para enfrentar os Cavaleiros de Rohan em batalha. Gondor, com o apoio dos Rohirrim como cavalaria, repeliu a invasão de Mordor. Após a morte de  Denethor e a incapacidade de Faramir, o Príncipe Imrahil tornou-se o governante efetivo de Gondor.
Quando Imrahil recusou enviar todo o exército de Gondor contra Mordor, Aragorn liderou uma força menor até o Portão Negro de Mordor para distrair Sauron da missão de Frodo. Sauron cercou o exército na Batalha do Morannon [en], mas os hobbits triunfaram, derrotando Sauron e encerrando a guerra e a Terceira Era. O Grande Portão foi reconstruído com mithril e aço por Gimli e anões da Montanha Solitária. A coroação de Aragorn foi realizada no Portão, onde ele foi proclamado Rei Elessar de Gondor e Arnor, o reino-irmão ao norte.

## Concepção e criação

### Escrita
As ideias iniciais de Tolkien sobre as eras posteriores da Terra-média estão delineadas em seus primeiros esboços, de meados da década de 1930, para a lenda de Númenor; esses já contêm um prenúncio de Gondor. Os apêndices de O Senhor dos Anéis foram concluídos entre 1953 e 1954, mas, uma década depois, durante os preparativos para a Segunda Edição, Tolkien detalhou os eventos que levaram à guerra civil de Gondor, introduzindo a regência de Rómendacil II. O desenvolvimento final da história e da geografia de Gondor ocorreu por volta de 1970, nos últimos anos de vida de Tolkien, quando ele criou justificativas para os nomes dos lugares e escreveu narrativas completas para as histórias da morte de Isildur e das batalhas contra os Wainriders e os Balchoth, publicadas em Unfinished Tales (Contos Inacabados).

### No universo fictício
Tolkien descreve uma população inicial de elfos na região de Dol Amroth, elaborando várias versões de sua história inicial. Em uma delas, um porto e um pequeno assentamento foram fundados na Primeira Era por Sindar navegantes dos portos ocidentais de Beleriand, que fugiram em três pequenos navios quando o poder de Morgoth sobrepujou os Eldar [en]; mais tarde, esses Sindar foram acompanhados por Elfos Silvanos que desceram o Anduin em busca do mar. Outra versão afirma que o porto foi estabelecido na Segunda Era por Elfos Sindarin de Lindon, que aprenderam a arte da construção naval nos Portos Cinzentos e depois se estabeleceram na foz do Morthond. Há também relatos de que Elfos Silvanos acompanharam Galadriel de Lothlórien para essa região após a derrota de Sauron em Eriador, em meados da Segunda Era, ou que Amroth governou entre os Elfos Nandorin ali durante a Segunda Era. Os elfos continuaram vivendo lá até bem entrado a Terceira Era, até que o último navio partiu de Edhellond rumo às Terras Imortais. Amroth, Rei de Lothlórien desde o início da Terceira Era, abandonou seu reino em busca de sua amada Nimrodel, uma Nandorin que fugira do horror desencadeado pelos Anões em Moria. Ele a esperou em Edhellond para sua viagem final juntos ao Oeste. Contudo, Nimrodel, que amava a Terra-média tanto quanto amava Amroth, não se juntou a ele. Quando o navio foi arrastado prematuramente para o mar, Amroth saltou ao mar em uma tentativa vã de alcançar a costa para procurá-la, afogando-se na baía. Mithrellas, uma Elfa Silvana e companheira de Nimrodel, teria se tornado a ancestral da linhagem dos Príncipes de Dol Amroth.
De acordo com uma versão alternativa sobre a linhagem dos Príncipes de Dol Amroth, citada em Contos Inacabados, eles descendiam de uma família dos Fiéis de Númenor que governava a terra de Belfalas desde a Segunda Era, antes da destruição de Númenor. Essa família de Númenorianos era aparentada aos Senhores de Andúnië, sendo assim relacionada a Elendil e descendente da Casa de Elros. Após a Queda de Númenor, foram nomeados "Príncipes de Belfalas" por Elendil. Contos Inacabados relata que "Adrahil de Dol Amroth" lutou sob o Rei Ondoher de Gondor contra os  Wainriders.
| Situação                                      | Gondor                                                                              | Rohan                                                       |
| --------------------------------------------- | ----------------------------------------------------------------------------------- | ----------------------------------------------------------- |
| Comportamento do líder ao encontrar invasores | Faramir, filho do administrador governamental Denethor (cortês, urbano, civilizado) | Éomer, sobrinho do rei Théoden “compulsivamente truculento” |
| Palácio do governante                         | Salão Principal de Minas Tirith (grande, solene, incolor)                           | Salão de hidromel de Meduseld (simples, animado e colorido) |
| Estado                                        | “Um tipo de Roma” (sutil, egoísta, calculista)                                      | Anglo-saxão (vigoroso)                                      |

O vibrante e colorido Rohan, inspirado nos Anglo-saxões (aqui em uma ilustração do século XI), "a parte que Tolkien conhecia melhor", é contrastado pelos críticos com o solene, porém sem vida, Gondor.

O crítico Tom Shippey [en] compara a caracterização de Gondor por Tolkien com a de Rohan. Ele observa que homens dos dois reinos se encontram ou agem de maneiras contrastantes diversas vezes em O Senhor dos Anéis: quando Éomer e seus Cavaleiros de Rohan encontram o grupo de Aragorn duas vezes em Mark, e quando Faramir e seus homens capturam Frodo e Sam em Henneth Annûn, em Ithilien. Shippey destaca que, enquanto Éomer é "compulsivamente truculento", Faramir é cortês, urbano e civilizado: os habitantes de Gondor possuem autoconfiança, e sua cultura é superior à de Rohan. O mesmo contraste, argumenta Shippey, é visível entre o salão de hidromel de Meduseld em Rohan e o grande salão de Minas Tirith em Gondor. Meduseld é simples, mas ganha vida com tapeçarias, um chão de pedra colorido e a imagem vívida do cavaleiro, com cabelos brilhantes esvoaçantes ao vento, tocando sua trompa. O salão do Regente Denethor é grande e solene, mas sem vida, sem cor, em pedra fria. Rohan, sugere Shippey, é "a parte que Tolkien conhecia melhor", anglo-saxão, cheio de vigor; Gondor é "uma espécie de Roma", excessivamente sutil, egoísta e calculista.
A crítica Jane Chance Nitzsche [en] contrasta os "bons e maus senhores germânicos  Théoden e Denethor", observando que seus nomes são quase anagramas. Ela escreve que ambos recebem a lealdade de um hobbit [en], mas de maneiras muito distintas: Denethor, Regente de Gondor, subestima Pippin [en] por seu tamanho e o vincula com um juramento formal, enquanto Théoden, Rei de Rohan, trata Merry [en] com afeto, ao qual o hobbit responde com devoção.
Em sua análise da tradição histórica de Númenor, Michael N. Stanton destaca as estreitas afinidades entre Elfos e os descendentes dos Homens do Oeste, não apenas em termos de herança sanguínea, mas também em "probidade moral e nobreza de conduta", que enfraqueceram gradualmente devido ao "tempo, ao esquecimento e, em grande parte, às maquinações de Sauron". Os laços culturais entre os Homens de Gondor e os Elfos refletem-se nos nomes de certos personagens: por exemplo, Finduilas de Dol Amroth (esposa de Denethor e irmã do Príncipe Imrahil) compartilha seu nome com uma princesa élfica da Primeira Era.
Leslie A. Donovan, em A Companion to J. R. R. Tolkien [en], compara o cerco de Gondor com a aliança de Elfos e Homens em sua luta contra Morgoth e outras empreitadas cooperativas em O Silmarillion, enfatizando que nenhum desses esforços teria sucesso sem colaboração. Ela destaca que um desses sucessos resulta de outro esforço conjunto, como quando os Rohirrim só conseguiram auxiliar Gondor graças à cooperação de Legolas, Gimli e Aragorn, que, por sua vez, colaboraram com os perjuros dos Caminhos dos Mortos.

## Influências
Sandra Ballif Straubhaar [en], especialista em estudos germânicos, observa em The J. R. R. Tolkien Encyclopedia [en] que leitores têm debatido os protótipos do mundo real para Gondor. Ela aponta que, assim como os Normandos, os fundadores de Gondor, os Númenorianos, chegaram "do outro lado do mar", e que a armadura do Príncipe Imrahil, com um "avambraço polido", remete à armadura de placas da baixa Idade Média. Contrapondo essa teoria, ela destaca que Tolkien direcionou os leitores a influências como o Egito e Bizâncio. Recordando que Tolkien situou Minas Tirith na latitude de Florença, Straubhaar afirma que "as semelhanças mais marcantes" são com a Roma Antiga. Ela identifica vários paralelos: Eneias, de Troia, e Elendil, de Númenor, ambos sobrevivem à destruição de suas terras natais; os irmãos Rômulo e Remo fundam Roma, enquanto os irmãos Isildur e Anárion estabelecem os reinos númenorianos na Terra-média; e tanto Gondor quanto Roma passaram por séculos de "decadência e declínio".
Dimitra Fimi [en], estudiosa de literatura fantástica e infantil, traça um paralelo entre os Númenorianos navegadores e os Vikings do mundo nórdico, observando que, em The Lost Road and Other Writings [en], Tolkien descreve seus enterros em navios, semelhantes aos registrados em Beowulf e na Edda em prosa. Ela destaca que Boromir recebe um funeral em barco em As Duas Torres. Fimi também compara o elmo e a coroa de Gondor com o romantizado "capacete das Valquírias", apesar da negação de Tolkien de qualquer conexão com o ciclo O Anel do Nibelungo de Wagner, notando a "semelhança com asas de uma ave marinha" na descrição da coroação de Aragorn e em seu desenho da coroa em um projeto não utilizado de capa de livro.
| Situação                             | Gondor                                         | Império Bizantino          |
| ------------------------------------ | ---------------------------------------------- | -------------------------- |
| O estado mais antigo ecoou           | O reino unificado de Gondor e Arnor de Elendil | Império Romano             |
| Reino irmão mais fraco               | Arnor, o reino do Norte                        | Império Romano do Ocidente |
| Inimigos poderosos ao leste e ao sul | Easterlings, Haradrim, Mordor                  | Persas, Árabes, Turcos     |
| Cerco final do leste                 | Sobrevive                                      | Cai                        |

A acadêmica clássica Miryam Librán-Moreno argumenta que Tolkien se inspirou profundamente na história geral dos Godos, Lombardos e do Império Bizantino, bem como em suas lutas mútuas. Nomes históricos desses povos foram usados em rascunhos ou no conceito final da história interna de Gondor, como Vidumavi, esposa do rei Valacar (em gótico). Para Librán-Moreno, tanto o Império Bizantino quanto Gondor eram meros ecos de estados mais antigos (o Império Romano e o reino unificado de Elendil, respectivamente), mas ambos se mostraram mais resilientes que seus reinos-irmãos (o Império Romano do Ocidente e Arnor, respectivamente). Ambos os reinos enfrentaram ameaças de poderosos inimigos orientais e meridionais: os bizantinos pelos persas, pelos exércitos muçulmanos dos Árabes e dos turcos, além dos Lombardos e Godos; Gondor pelos Easterlings, Haradrim e as hordas de Sauron. Ambos estavam em declínio na época de um cerco final e decisivo vindo do Leste; no entanto, Minas Tirith resistiu ao cerco, enquanto Constantinopla não. Em uma carta de 1951, o próprio Tolkien escreveu sobre "a Cidade Bizantina de Minas Tirith".

Tolkien visitou as Colina de Malvern [en] com C. S. Lewis, e gravou trechos de O Hobbit e O Senhor dos Anéis em Malvern em 1952, na casa de George Sayer. Sayer relatou que Tolkien reviveu o livro enquanto caminhavam, comparando as Colinas de Malvern às Montanhas Brancas de Gondor.

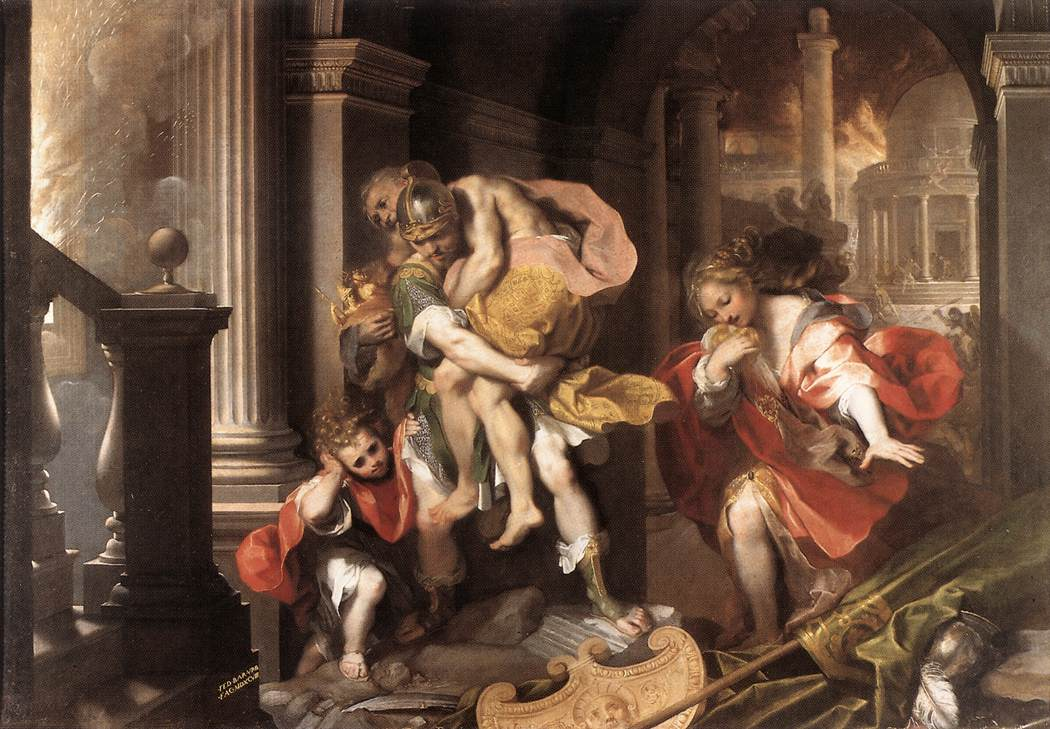
Sandra Ballif Straubhaar observa que, na lenda romana, Enéias escapa da ruína de Troia, enquanto Elendil escapa da de Númenor.[37] Pintura Enéias foge de Troia em chamas, de Federico Barocci, 1598.
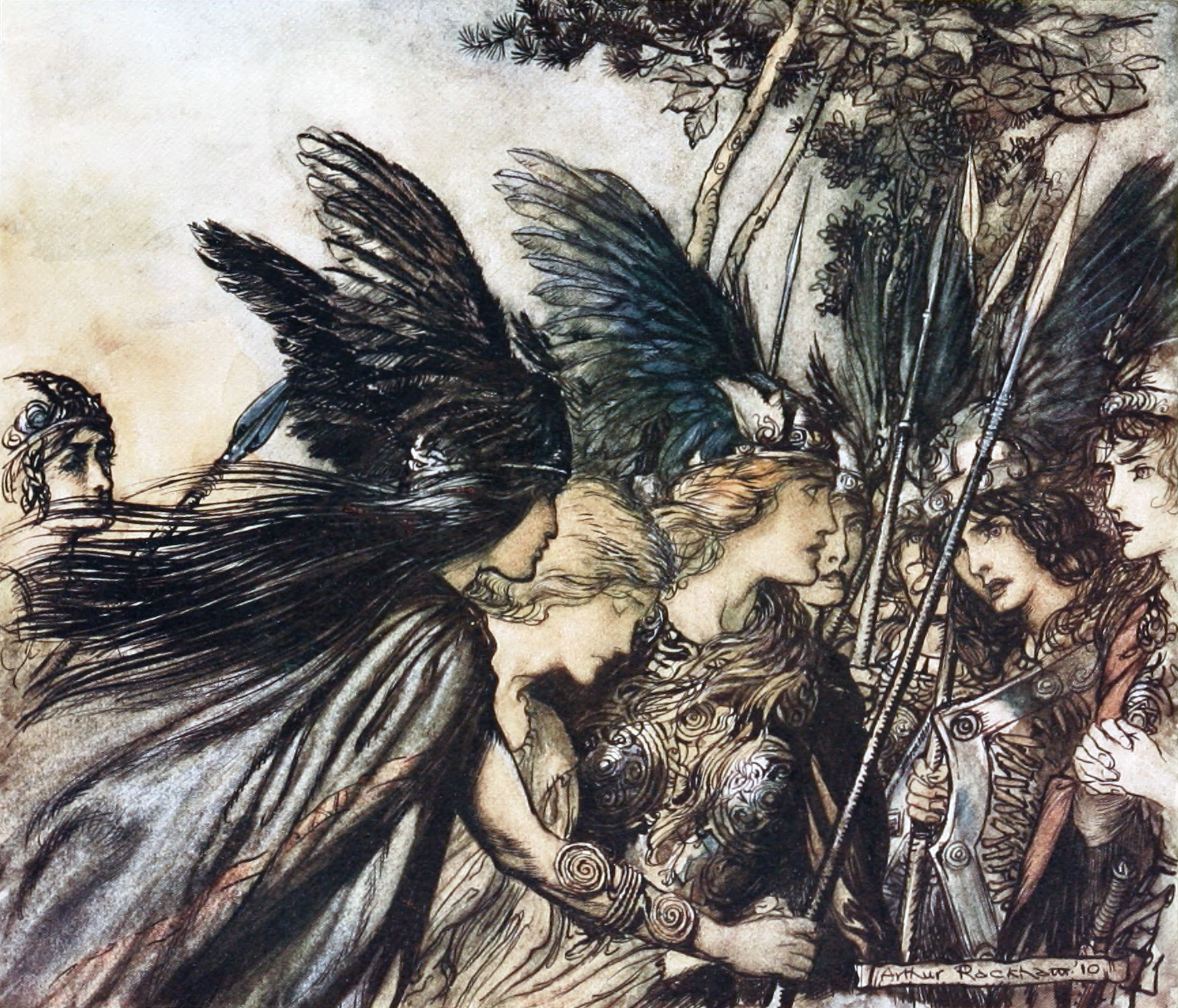
Dimitra Fimi compara a coroa do elmo com asas de pássaro de Gondor com o romantizado capacete das Valquírias. Ilustração de The Rhinegold and the Valkyrie, de Arthur Rackham, 1910.
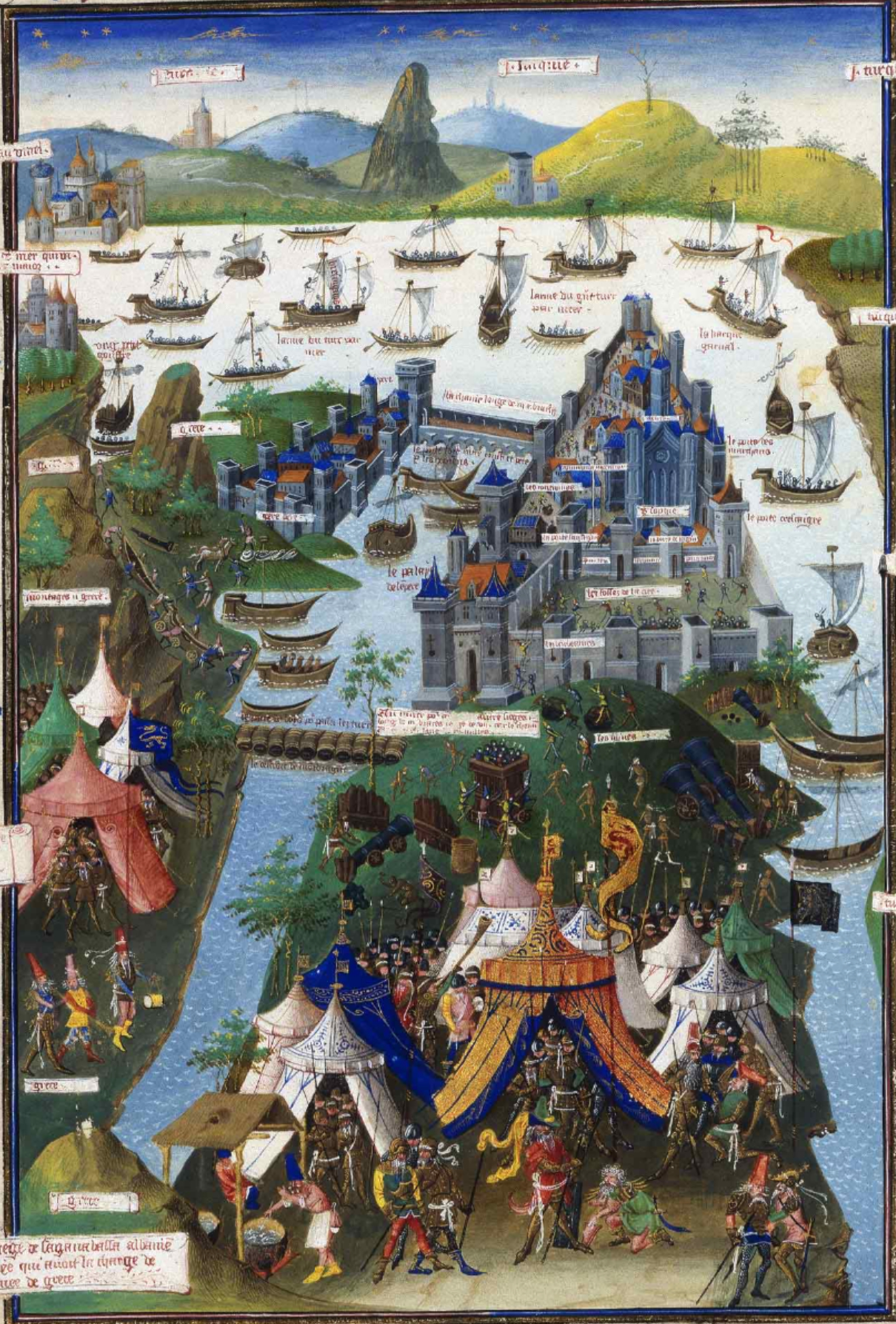
Tolkien chamou Minas Tirith de “Cidade Bizantina” (Constantinopla na imagem).
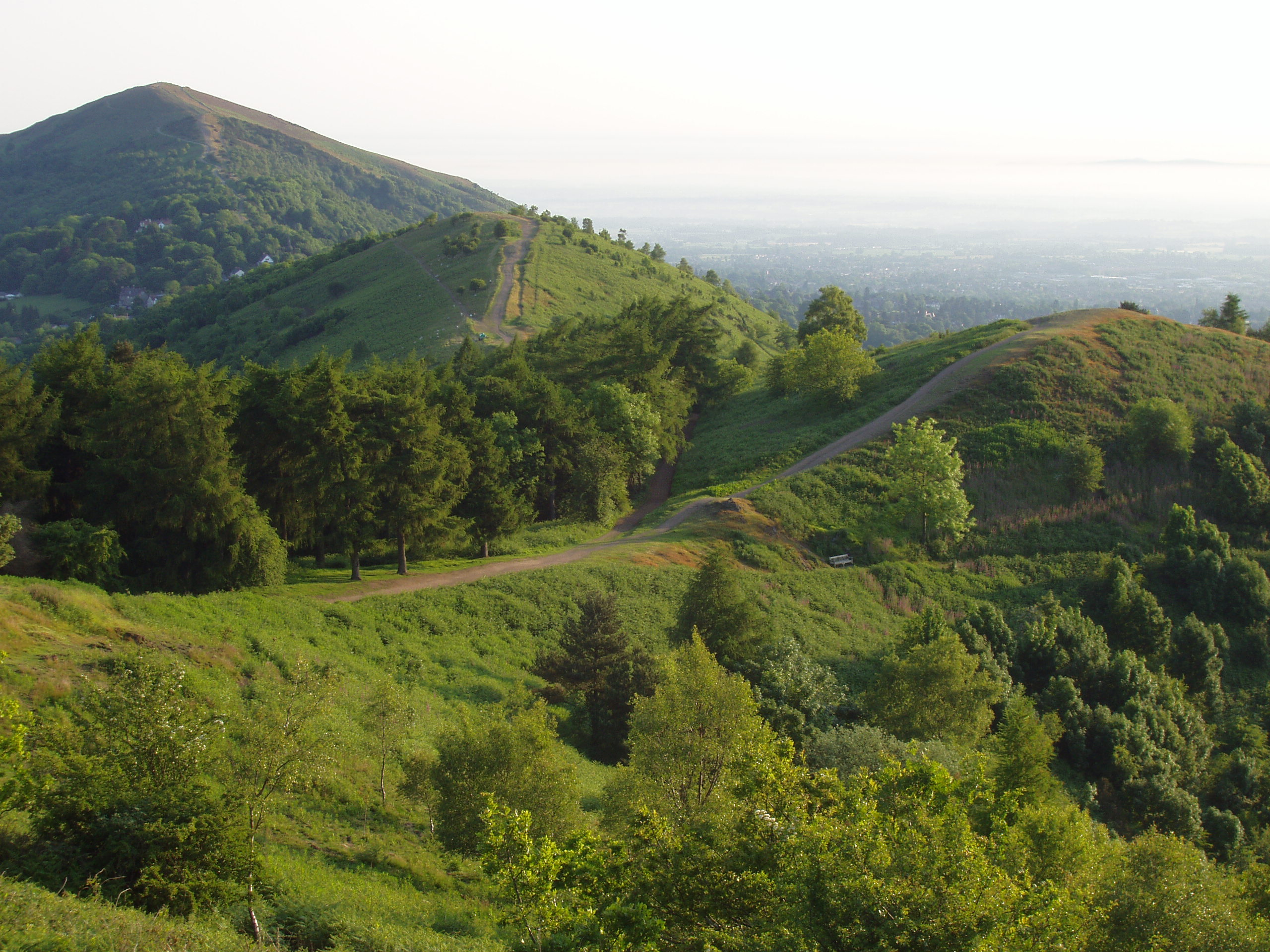
As Colinas Malvern podem ter inspirado Tolkien a criar partes das Montanhas Brancas.
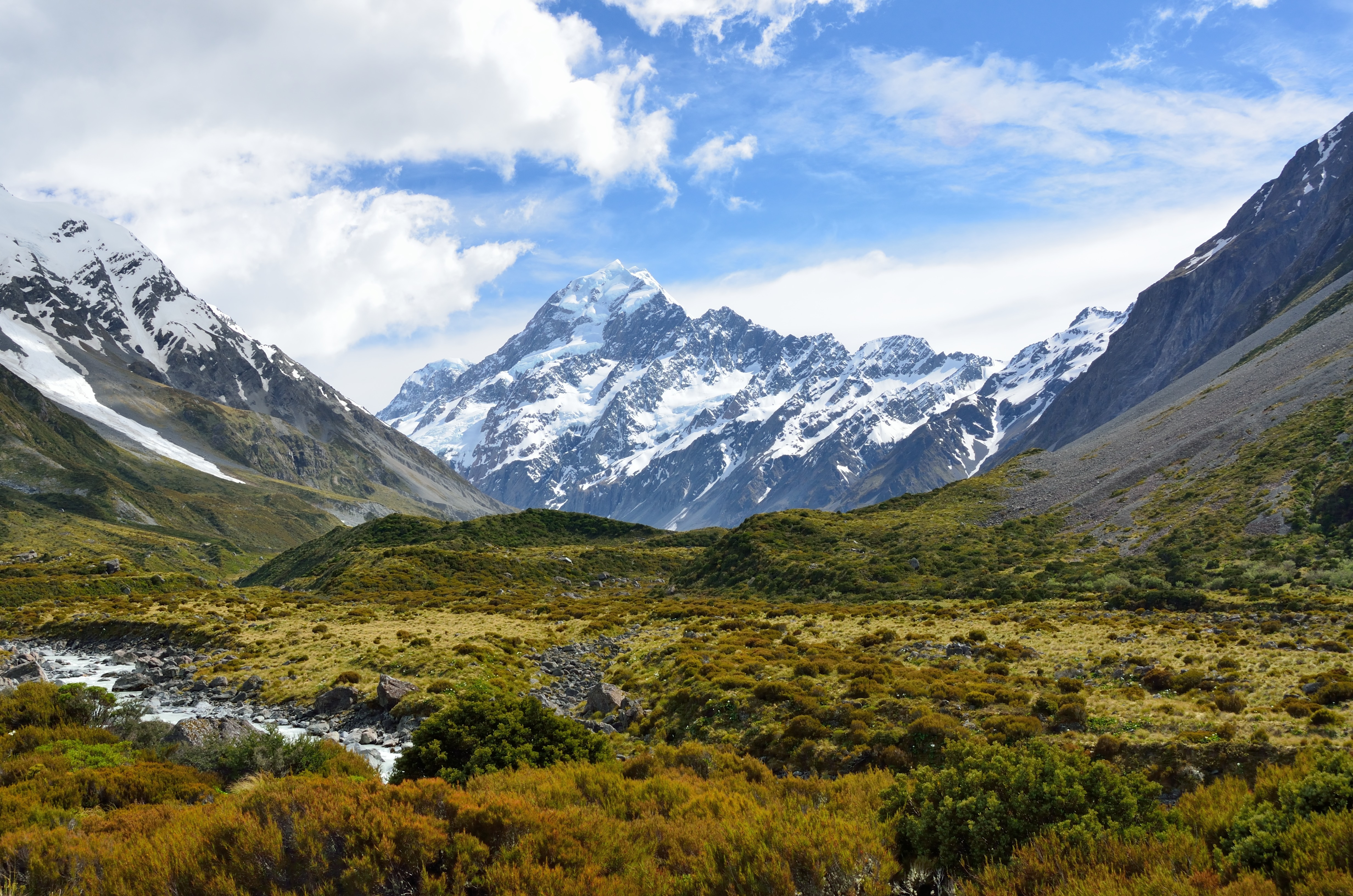
Os Alpes do Sul da Nova Zelândia serviram como as Montanhas Brancas de Gondor na trilogia O Senhor dos Anéis, de Peter Jackson.

## Adaptações

### Cinema
Gondor, como apresentado na adaptação cinematográfica de Peter Jackson de O Senhor dos Anéis, foi comparado ao Império Bizantino. A equipe de produção confirmou essa influência nos comentários do DVD, explicando a decisão de incorporar cúpulas bizantinas à arquitetura de Minas Tirith e vestir os civis com roupas de estilo bizantino. Contudo, a aparência e a estrutura da cidade foram baseadas na ilha de maré habitada e na abadia de Mont Saint-Michel, na França. Nos filmes, as torres da cidade, projetadas pelo artista Alan Lee, são equipadas com trabucos. O crítico de cinema Roger Ebert descreveu a interpretação de Minas Tirith nos filmes como uma "conquista espetacular", comparando-a à Cidade Esmeralda de O Mágico de Oz. Ele elogiou a habilidade dos cineastas em combinar cenários digitais e reais.

### Jogos
O cenário de Minas Tirith apareceu em adaptações de videogames de O Senhor dos Anéis, como o jogo de 2003 O Senhor dos Anéis: O Retorno do Rei, onde é diretamente modelado a partir da adaptação cinematográfica de Jackson.
Diversos locais de Gondor foram destaque no jogo de RPG de 1982 Middle-earth Role Playing e suas expansões.

### J. R. R. Tolkien
1. 1 2  Tolkien, J. R. R. (1955). «Apêndice F, "Of Men"». The Return of the King [O Retorno do Rei]. Londres: George Allen & Unwin
2. ↑  Tolkien, J. R. R. (1987). «entries GOND-, NDOR-». The Lost Road and Other Writings [A Estrada Perdida e Outros Escritos]. Boston: Houghton Mifflin
3. 1 2  Tolkien, J. R. R. (1955). «Livro 5 Cap. 6 "The Battle of the Pelennor Fields"». The Return of the King [O Retorno do Rei]. Londres: George Allen & Unwin
4. ↑  Tolkien, J. R. R. (1988). «Cap. 22 "New Uncertainties and New Projections"». The Return of Sauron [O Retorno de Sauron]. Boston: Houghton Mifflin
5. 1 2  Tolkien, J. R. R. (1955). «Livro 5 Cap. 5 "The Ride of the Rohirrim"». The Return of the King [O Retorno do Rei]. Londres: George Allen & Unwin
6. ↑  Carpenter, Humphrey (2023). J. R. R. Tolkien: A Biography [J. R. R. Tolkien: Uma Biografia]. Londres: HarperCollins
7. ↑  Tolkien, J. R. R.; Gilson, Christopher (edição e anotações). «Words, Phrases and Passages in Various Tongues in The Lord of the Rings» [Palavras, Frases e Passagens em Várias Línguas em O Senhor dos Anéis]. Parma Eldalamberon. p. 101. Consultado em 8 de abril de 2025
8. ↑  Tolkien, J. R. R. (1955). «"The Tower of Cirith Ungol"». The Return of the King [O Retorno do Rei]. Londres: George Allen & Unwin
9. ↑  Tolkien, J. R. R. (1987). «entries ÁNAD-, PHÁLAS-, TOL2-». The Lost Road and Other Writings [A Estrada Perdida e Outros Escritos]. Boston: Houghton Mifflin
10. 1 2 3 4 5  Tolkien, J. R. R. (1955). «"Minas Tirith"». The Return of the King [O Retorno do Rei]. Londres: George Allen & Unwin
11. 1 2 3  Tolkien, J. R. R. (1980). «part 2 Cap. 4 "History of Galadriel and Celeborn": "Amroth and Nimrodel"». Unfinished Tales [Contos Inacabados]. Londres: George Allen & Unwin
12. 1 2  Tolkien, J. R. R. (1955). «Livro 5 Cap. 9 "The Last Debate"». The Return of the King [O Retorno do Rei]. Londres: George Allen & Unwin
13. 1 2  Tolkien, J. R. R. (1980). «map of the West of Middle-earth». Unfinished Tales [Contos Inacabados]. Londres: George Allen & Unwin
14. ↑  Tolkien, J. R. R. (1996). «Cap. 6 "The Tale of Years of the Second Age"». The Peoples of Middle-earth [Os Povos da Terra-média]. Boston: Houghton Mifflin
15. ↑  Tolkien, J. R. R. (1996). «Cap. 10 "Of Dwarves and Men", and notes 66, 76». The Peoples of Middle-earth [Os Povos da Terra-média]. Boston: Houghton Mifflin
16. 1 2 3 4 5 6  Tolkien, J. R. R. (1955). «Apêndice A». The Return of the King [O Retorno do Rei]. Londres: George Allen & Unwin
17. ↑  Tolkien, J. R. R. (1980). «part 2 Cap. 4 "History of Galadriel and Celeborn"; Appendices C and D». Unfinished Tales [Contos Inacabados]. Londres: George Allen & Unwin
18. 1 2 3 4  Tolkien, J. R. R. (1980). «"The Battles of the Fords of Isen", Apêndice (ii)». Unfinished Tales [Contos Inacabados]. Londres: George Allen & Unwin
19. 1 2  Tolkien, J. R. R. (1955). «Livro 1 Cap. 2 "The Passing of the Grey Company"». The Return of the King [O Retorno do Rei]. Londres: George Allen & Unwin
20. ↑  Tolkien, J. R. R. (1955). «map of Gondor». The Return of the King [O Retorno do Rei]. Londres: George Allen & Unwin
21. ↑  Fonstad, Karen Wynn (1991). The Atlas of Middle-earth [O Atlas da Terra-média]. Boston: Houghton Mifflin. pp. 83–89
22. 1 2  Tolkien, J. R. R. (1955). «Livro 5 Cap. 8 "The Houses of Healing"». The Return of the King [O Retorno do Rei]. Londres: George Allen & Unwin
23. 1 2 3  Tolkien, J. R. R. (1955). «Livro 5, Cap. 4 "The Siege of Gondor"». The Return of the King [O Retorno do Rei]. Londres: George Allen & Unwin
24. ↑  Tolkien, J. R. R.; Hostetter, Carl F.; Tolkien, Christopher (2001). «The Rivers and Beacon - hills of Gondor» [Os Rios e as Colinas-Sinal de Gondor]. EPDF. Consultado em 8 de abril de 2025
25. ↑  Tolkien, J. R. R. (1980). «"Cirion and Eorl and the Friendship of Gondor and Rohan"». Unfinished Tales [Contos Inacabados]. Londres: George Allen & Unwin
26. ↑  The Adventures of Tom Bombadil, Introdução e Poema 6
27. ↑  Carpenter, Humphrey (2023). J. R. R. Tolkien: A Biography [J. R. R. Tolkien: Uma Biografia]. Londres: HarperCollins
28. ↑  Tolkien, J. R. R. (1955). «Apêndice A, "The Stewards"». The Return of the King [O Retorno do Rei]. Londres: George Allen & Unwin
29. ↑  Tolkien, J. R. R. (1980). «"Disaster of the Gladden Fields"». Unfinished Tales [Contos Inacabados]. Londres: George Allen & Unwin
30. ↑  Tolkien, J. R. R. (1955). «Apêndice A, "The House of Eorl"». The Return of the King [O Retorno do Rei]. Londres: George Allen & Unwin
31. ↑  Tolkien, J. R. R. (1955). «"Minas Tirith"». The Return of the King [O Retorno do Rei]. Londres: George Allen & Unwin
32. ↑  Tolkien, J. R. R. (1955). «book 6, ch. 4 "The Field of Cormallen"». The Return of the King [O Retorno do Rei]. Londres: George Allen & Unwin. um grande estandarte foi desfraldado na brisa, e ali uma árvore branca florescia sobre um campo negro sob uma coroa reluzente e sete estrelas brilhantes
33. ↑  Tolkien, J. R. R. (1955). «"Minas Tirith"». The Return of the King [O Retorno do Rei]. Londres: George Allen & Unwin
34. ↑  Tolkien, J. R. R. (1955). «Livro 6 Cap. 6 "Many Partings"». The Return of the King [O Retorno do Rei]. Londres: George Allen & Unwin
35. ↑  Tolkien, J. R. R. (1955). «Apêndice F part 1». The Return of the King [O Retorno do Rei]. Londres: George Allen & Unwin
36. 1 2 3 4 5  Tolkien, J. R. R. (1977). «"Of the Rings of Power and the Third Age"». The Silmarillion [O Silmarillion]. Londres: George Allen & Unwin
37. 1 2  Tolkien, J. R. R. (1980). «part 3 Cap. 1 "Disaster of the Gladden Fields"». Unfinished Tales [Contos Inacabados]. Londres: George Allen & Unwin
38. 1 2  Tolkien, J. R. R. (1980). «part 3 Cap. 2 "Cirion and Eorl", note 25». Unfinished Tales [Contos Inacabados]. Londres: George Allen & Unwin
39. 1 2 3 4 5  Tolkien, J. R. R. (1955). «Apêndice B "The Third Age"». The Return of the King [O Retorno do Rei]. Londres: George Allen & Unwin
40. 1 2  Tolkien, J. R. R. (1996). «Cap. 7 "The Heirs of Elendil"». The Peoples of Middle-earth [Os Povos da Terra-média]. Boston: Houghton Mifflin
41. 1 2 3  Tolkien, J. R. R. (1980). «part 3 Cap. 2 "Cirion and Eorl", (i)». Unfinished Tales [Contos Inacabados]. Londres: George Allen & Unwin
42. 1 2 3  Tolkien, J. R. R. (1955). «Livro 5 Cap. 8 "The Houses of Healing"; Livro 6 Cap. 5 "The Steward and the King"». The Return of the King [O Retorno do Rei]. Londres: George Allen & Unwin
43. 1 2 3  Tolkien, J. R. R. (1954). «Livro 4, Cap. 5 "The Window on the West"». The Two Towers [As Duas Torres]. Londres: George Allen & Unwin
44. ↑  Tolkien, J. R. R. (1954). «Livro 2 Cap. 2 "The Council of Elrond"». The Fellowship of the Ring [A Sociedade do Anel]. Londres: George Allen & Unwin
45. ↑  Tolkien, J. R. R. (1955). «Apêndice A, II». The Return of the King [O Retorno do Rei]. Londres: George Allen & Unwin
46. ↑  Tolkien, J. R. R. (1996). «Cap. 8 "The Tale of Years of the Third Age"». The Peoples of Middle-earth [Os Povos da Terra-média]. Boston: Houghton Mifflin
47. ↑  Carpenter, Humphrey (2023). J. R. R. Tolkien: A Biography [J. R. R. Tolkien: Uma Biografia]. Londres: HarperCollins
48. ↑  Tolkien, J. R. R. (1987). «Cap. 2 "The Fall of Númenor"». The Lost Road and Other Writings [A Estrada Perdida e Outros Escritos]. Boston: Houghton Mifflin
49. ↑  Tolkien, J. R. R. (1996). «Cap. 9 "The Making of Apêndice A"». The Peoples of Middle-earth [Os Povos da Terra-média]. Boston: Houghton Mifflin
50. ↑  Tolkien, J. R. R. (1996). «Cap. 13 "Last Writings"». The Peoples of Middle-earth [Os Povos da Terra-média]. Boston: Houghton Mifflin
51. 1 2 3 4 5 6  Tolkien, J. R. R. (1980). «part 2 Cap. 4 "History of Galadriel and Celeborn"». Unfinished Tales [Contos Inacabados]. Londres: George Allen & Unwin
52. ↑  Tolkien, J. R. R. (1980). «"Aldarion and Erendis"». Unfinished Tales [Contos Inacabados]. Londres: George Allen & Unwin
53. 1 2  Tolkien, J. R. R. (1987). «Cap. 2 "The Fall of Númenor"». The Lost Road and Other Writings [A Estrada Perdida e Outros Escritos]. Boston: Houghton Mifflin
54. ↑  Tolkien, J. R. R. (1954). «Livro 3, Cap. 1 "The Departure of Boromir"». The Two Towers [As Duas Torres]. Londres: George Allen & Unwin
55. ↑  The Winged Crown of Gondor. Bodleian Library, Oxford, MS. Tolkien Drawings 90, fol. 30.